# Paleolithicum in China
Het Paleolithicum in China begon met de aankomst van Homo erectus, mogelijk al 2 miljoen jaar geleden.

## Oudste door mensen bewerkte artefacten
Vondsten uit Shangchen werden in 2018 gedateerd op een leeftijd tot 2,12 miljoen jaar oud. Artefacten uit Renzidong (人字洞), provincie Anhui, zijn volgens de meest extreme, maar ook sterk betwiste, datering meer dan twee miljoen jaar oud. In 1959 werden in Xihoudu (西後度), Shanxi verbrande botresten en veronderstelde stenen werktuigen gevonden. Hun ouderdom werd gedateerd op 1,8 miljoen jaar. Ook hier zijn geen fossielen van mensen of mensachtigen gevonden, maar als deze bewerkingen inderdaad door mensen zijn gedaan, behoort deze vondst tot de oudste uit het Chinese paleolithicum.
Reeds in de jaren 1930 werden artefacten uit het vroege Pleistoceen (1,8 - 0,8 miljoen jaar geleden) gevonden. Teilhard de Chardin vond in een rivierbedding bij Nihewan (泥河灣), Hebei een aantal (dierlijke) botresten en een facet-steen die volgens hem door mensen was bewerkt. Zijn theorie vond toen weinig navolging. Na 1978 is het archeologisch onderzoek in het Nihewan-bekken sterk uitgebreid. De vele artefacten die sindsdien zijn gevonden wijzen erop dat dit gebied reeds in het vroege Pleistoceen door mensen moet zijn bewoond. Fossielen van mensen of mensachtigen uit die vroege periode zijn er tot nu toe niet gevonden.

## Homo erectus
In 1927 werden in grotten bij Zhoukoudian (nabij Peking) diverse fossielen van mensachtigen gevonden. De bekendste vondst was die van de Pekingmens (vroegere wetenschappelijke naam Sinanthropus pekinensis, nu Homo erectus pekinensis). Hij wordt tot de species Homo erectus gerekend en zou tussen 1.000.000 en 400.000 jaar geleden in China hebben geleefd.
Andere in China gevonden menselijke fossielen die tot Homo erectus worden gerekend zijn de Yuanmoumens (tussen 600.000 en 500.000 jaar oud, hoewel omliggende dierlijke fossielen op 1,7 miljoen jaar worden geschat), de Lantianmens (tussen 1,15 miljoen en 650.000 jaar oud) en de Nanjingmens (tussen 620.000 en 580.000 jaar oud).
In 2005 werd bericht van de vondst van de Jianshimens. De drie gevonden fossiele tanden werden door Zheng Shaohua van de Chinese Academie van Wetenschappen gedateerd tussen 2,15 en 1,95 miljoen jaar. Deze veronderstelde ouderdom zou gevolgen kunnen hebben voor de op dit moment gangbare theorie waarbij Homo erectus pas 1,6 miljoen jaar geleden vanuit Afrika naar Azië is getrokken. Gaat men uit van de juistheid van die twee miljoen jaar dan zal die datum moeten worden aangepast.

### Lijst van totHomo erectusgerekende fossielen in China

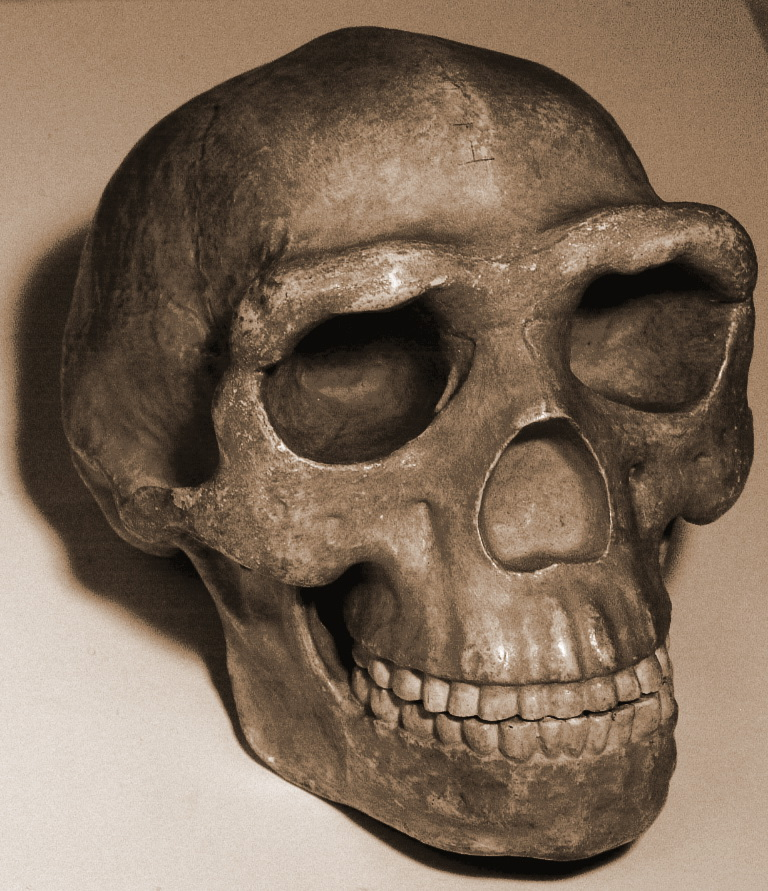
Gereconstrueerde schedel van de Pekingmens.

| naam        | vindplaats (site, district, provincie) | ouderdom                | gevonden fossielen                                   |
| ----------- | -------------------------------------- | ----------------------- | ---------------------------------------------------- |
| Donghemens  | Donghe, Luonan, Shaanxi                | 700.000?                | tand                                                 |
| Hexianmens  | Longtandong, Hexian, Anhui             | 190.000 - 400.000       | onderkaak schedeldakfragmenten tanden                |
| Jianshimens | Longgudong, Jianshi, Hubei             | 700.000 - 1.150.000     | tanden                                               |
| Lantianmens | Gongwangling, Lantian, Shaanxi         | 700.000 - 1.150.000     | deel van schedel                                     |
| Lantianmens | Chenjiawo, Lantian, Shaanxi            | 600.000                 | onderkaak                                            |
| Nanjingmens | Tangshan, Nanking, Jiangsu             | 600.000                 | 2 delen van schedels                                 |
| Pekingmens  | Loc.1, Zhoukoudian, Peking             | 220.000 - 580.000       | 5 schedels onderkaken tanden postcrania              |
| Yuanmoumens | Danawu, Yuanmou, Yunnan                | 500.000 - 1.700.000 (?) | 2 snijtanden 1 middendeel (dyaphisis) van scheenbeen |
| Yunxianmens | Quyuanhekou, Yunxian, Hubei            | 600.000 - 800.000       | 2 schedels                                           |
| Yunxianmens | Longgushan, Yunxian, Hubei             | 550.000                 | diverse tanden                                       |
|             | Bailongdong, Yunxi, Hubei              | 550.000                 | diverse tanden                                       |
|             | Xinghuashan, Nanzhao, Henan            | 550.000                 | diverse tanden                                       |
|             | Qizhianshan, Yiyuan , Shandong         | 440.000                 | schedelfragmenten tanden                             |

## VanHomo erectustotHomo sapiens
Opgravingen in Dali hebben in 1978 menselijke fossielen opgeleverd die tussen de 200.000 en 90.000 jaar oud zijn. Ondanks hun slechte staat zien Chinese archeologen in deze dalimens een archaïsche Homo sapiens, met kenmerken van zowel Homo erectus als van Homo sapiens. Ook een identificatie met de denisovamens is voorgesteld. Andere vondsten van menselijke fossielen die door Chinese geleerden worden beschouwd als tussenvorm tussen Homo erectus en Homo sapiens zijn de jinniushanmens (260.000 jaar oud), de changyangmens (200.000 jaar oud), de mabamens (tussen 135.000 en 129.500 jaar oud), de dingcunmens (tussen 120.000 en 100.000 oud) en de liujiangmens (130.000 en 70.000 jaar oud). De classificatie van deze fossielen is echter omstreden.

## Vroege moderne mens
Volgens de huidige inzichten heeft de vroege moderne mens zich ongeveer 100.000 jaar geleden vanuit Afrika over de wereld verspreid. Dit is gebaseerd op zowel archeologische als genetische bewijzen. In eerste instantie vond er een migratie oostwaarts plaats, langs de kusten van Zuid- en Zuidoost-Azië. Tijdens deze fase werd ook Australië voor het eerst door mensen gekoloniseerd. Ook de kust van China werd waarschijnlijk al bereikt, al zullen in het binnenland oudere mensentypen nog lang standgehouden hebben. Vanaf omstreeks 55.000 jaar geleden begon een nieuwe expansie vanuit West-Azië, welke waarschijnlijk via Centraal-Azië en Zuid-Siberië Oost-Azië bereikte. DNA-onderzoek toont aan dat de meerderheid van de bevolking van Oost-Azië van deze mensen afstamt.
In 2001 werd in de Tian Yuangrot in de buurt van Peking de tianyuanmens gevonden. Deze is volgens C14-datering geschat op 39.000 à 42.000 jaar oud. Uit DNA-testen bleek dat de tianyuanmens tot Haplogroep B behoorde, waarmee hij verwant is aan de huidige Oost-Aziaten en Amerikaanse indianen, als groep rond 50.000 v.Chr. afgesplitst van de voorouders van de huidige Europeanen.
In China heeft het multiregionale model echter nog veel aanhang. Volgens deze theorie zou zich Homo sapiens tegelijkertijd op verschillende plaatsen in de wereld ontwikkeld hebben uit de daar reeds aanwezige Homo erectus dan wel Homo ergaster. Vervolgens vond genetische vermenging plaats. Dit model pleit zo voor een eigen Chinese ontwikkeling van de huidige menselijke soort. Tegen deze theorie spreekt het feit dat de in Dali en op andere plaatsen gevonden menselijke fossielen weliswaar kenmerken van homo sapiens, maar geen enkel modern Chinees anatomisch kenmerk vertonen. Dit in tegenstelling tot fossielen die jonger zijn dan 30.000 jaar. Dit zou aantonen dat de moderne mens, komende van elders, zich tussen 90.000 en 30.000 jaar in China heeft gevestigd en zo de plaatselijke "archaïsche Homo sapiens" heeft vervangen.